# Iso Kivijärvi (sjö i Kuopio, Norra Savolax)
Iso Kivijärvi är en sjö i kommunen Kuopio i landskapet Norra Savolax i Finland. Sjön ligger 100,4 meter över havet. Den är 29 meter djup. Arean är 97 hektar och strandlinjen är 7,85 kilometer lång. Sjön  ingår i Vuoksens huvudavrinningsområde.   Den ligger omkring 15 kilometer öster om Kuopio och omkring 340 kilometer nordöst om Helsingfors. 
I sjön finns ön Pukkisaari. 